# Katarzyna Skuła
Katarzyna Skuła, również jako Katarzyna Boguszewska (ur. 9 lutego 1982) – polska judoczka.
Była zawodniczka klubów: KS Lublinianka Lublin (1994-2001), KS AZS-AWF Warszawa (2001-2007). Wicemistrzyni Polski seniorek 2003 oraz dwukrotna brązowa medalistka mistrzostw Polski seniorek (2002, 2005). Ponadto m.in. dwukrotna młodzieżowa wicemistrzyni Polski (2003, 2004) i wicemistrzyni Polski juniorek 2000. Startowała w kategorii do 48 kg.